# 1643

## أحداث
- تأسيس مدينة جرجانية وتقع حاليا في أوزبكستان.
- 21 يناير - أبل تاسمان يكتشف جزيرة تونجا.
- 6 فبراير - أبل تاسمان يكتشف جزر فيجي.

## مواليد
- ألفونسو السادس ملك البرتغال
- إسحاق نيوتن
- روبير دو لا سال
- 3 سبتمبر - الطبيب الإيطالي لورنزو بيلليني الذي برع في علم التشريح.

## وفيات
- يوسف بن أبو دقن